# MED6
MED6 (англ. Mediator complex subunit 6) – білок, який кодується однойменним геном, розташованим у людей на короткому плечі 14-ї хромосоми. Довжина поліпептидного ланцюга білка становить 246 амінокислот, а молекулярна маса — 28 425.
| 10         |  | 20         |  | 30         |  | 40         |  | 50         |
| ---------- |  | ---------- |  | ---------- |  | ---------- |  | ---------- |
| MAAVDIRDNL |  | LGISWVDSSW |  | IPILNSGSVL |  | DYFSERSNPF |  | YDRTCNNEVV |
| KMQRLTLEHL |  | NQMVGIEYIL |  | LHAQEPILFI |  | IRKQQRQSPA |  | QVIPLADYYI |
| IAGVIYQAPD |  | LGSVINSRVL |  | TAVHGIQSAF |  | DEAMSYCRYH |  | PSKGYWWHFK |
| DHEEQDKVRP |  | KAKRKEEPSS |  | IFQRQRVDAL |  | LLDLRQKFPP |  | KFVQLKPGEK |
| PVPVDQTKKE |  | AEPIPETVKP |  | EEKETTKNVQ |  | QTVSAKGPPE |  | KRMRLQ     |

A: Аланін

C: Цистеїн

D: Аспарагінова кислота

E: Глутамінова кислота

F: Фенілаланін

G: Гліцин

H: Гістидин

I: Ізолейцин

K: Лізин

L: Лейцин

M: Метіонін

N: Аспарагін

P: Пролін

Q: Глутамін

R: Аргінін

S: Серин

T: Треонін

V: Валін

W: Триптофан

Кодований геном білок за функцією належить до активаторів. 
Задіяний у таких біологічних процесах, як транскрипція, регуляція транскрипції, ацетилювання, альтернативний сплайсинг. 
Локалізований у ядрі.